# Rafael Olarra
Rafael Andrés Olarra Guerrero (ur. 26 maja 1978 w Santiago) – były chilijski piłkarz występujący na pozycji obrońcy.

## Kariera klubowa
Olarra karierę rozpoczynał w 1996 w zespole Audax Italiano. Jego barwy reprezentował przez 2 sezony. W 1998 odszedł do Universidadu de Chile. W 1999, a także rok później zdobył z nim mistrzostwo Chile. W 2000 wraz z zespołem triumfował również w rozgrywkach Pucharu Chile.
W 2001 Olarra podpisał kontrakt z hiszpańską CA Osasuna. W Primera División zadebiutował 11 listopada 2001 w zremisowanym 0:0 pojedynku z Valencią. Przez rok w barwach Osasuny rozegrał 5 spotkań.
W 2002 Olarra wrócił do Universidadu de Chile. Następnie grał w argentyńskim CA Independiente oraz po raz kolejny w Universidadzie de Chile. W połowie 2005 odszedł do izraelskiego Maccabi Hajfa. W 2006 zdobył z nim mistrzostwo Izraela.
W 2007 Olarra znowu trafił do Universidadu de Chile. W sezonie 2009 wywalczył z nim mistrzostwo fazy Apertura Primera División de Chile. W 2011 odszedł do Uniónu Española.
W 2016 zakończył karierę w chilijskim Audax Italiano, do którego przeniósł się w 2013.

## Kariera reprezentacyjna
W reprezentacji Chile Olarra zadebiutował w 1998 roku. Rok wcześniej znalazł się w drużynie na Copa América. Na tamtym turnieju, zakończonym przez Chile na fazie grupowej, nie wystąpił jednak ani razu.
W 2000 roku wraz z drużyną Chile zdobył brązowy medal Letnich Igrzysk Olimpijskich. W 2004 roku Olarra ponownie został powołany do kadry na Copa América. Zagrał na nim w 3 meczach: z Brazylią (0:1), Paragwajem (1:1) oraz Kostaryką (1:2, gol), a Chile odpadło z turnieju po fazie grupowej.
W latach 1998–2006 w drużynie narodowej Olarra rozegrał łącznie 30 spotkań i zdobył 1 bramkę.